# Eduard Bornhöhe
Eduard Bornhöhe   (comtat de Lääne-Viru, 17 de febrer de 1862 - Tallinn, 17 de novembre de 1923) cognom en el registre civil Brunberg, fou un dels escriptors més reconeguts d'Estònia en el segle XIX.

## Biografia
Fill d'uns servents de la finca Kullaaru, la vida de Bornhöhe es va caracteritzar per una successió d'oficis diversos en diferents llocs, entre ells com a professor d'escola i tutor particular. Tot i haver estudiat a la Universitat Imperial de Dorpat (Tartu), no acabà els estudis. Des de 1919 i fins a la seva mort fou jutge de pau a Tallinn.
La seva primera novel·la, Tasuja ("El venjador", 1880), escrita als 17 anys, és la primera novel·la històrica estoniana original i es va convertir en una precursora d'altres novel·les històriques de finals del segle XIX i principis del XX. La narració se situa en la Revolta de la Nit de Sant Jordi de 1343, i Bornhöhe hi reflecteix l'esperit de lluita patriòtica i la fam de llibertat d'una petita nació contra els senyors feudals alemanys bàltics.
Les obres històriques posteriors, Villu võitlused ("Les lluites de Villu", 1890) i Vürst Gabriel ehk Pirita kloostri viimsed päevad ("El duc Gabriel o els darrers dies del convent de Pirita", 1893) continuen la tendència de la ficció històrica romàntica. La segona és una novel·la d'aventures basada en la crònica de Balthasar Russow i narra la revolta camperola en el context dels esdeveniments de la Guerra de Livònia a la segona meitat del segle XVI a Tallinn i els seus voltants. En aquesta novel·la es basa la pel·lícula Viimne reliikvia ("L'última relíquia", 1979, dirigida per Grigori Kromanov).
El 1893, la censura tsarista va restringir severament l'obra d'Eduard Bornhöhe. Després d'això, es va retirar gairebé completament de la seva vida d'escriptor i en els darrers vint anys de la seva vida no va publicar més llibres.